# Asterogyne spicata
Asterogyne spicata là loài thực vật có hoa thuộc họ Arecaceae. Loài này được (H.E.Moore) Wess.Boer mô tả khoa học đầu tiên năm 1968.